# 둥족

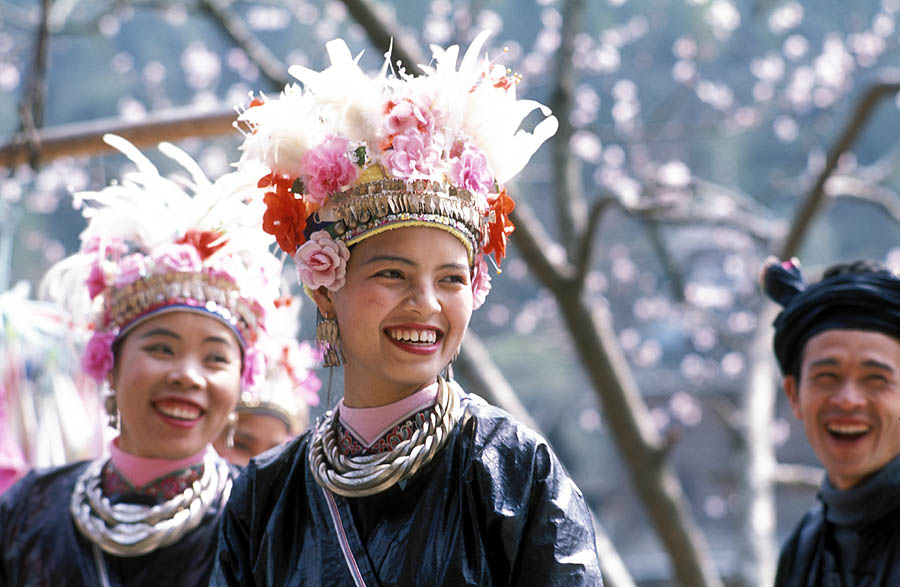

동족(중국어: 侗族, 베트남어: Người Đồng) 또는 캄족(영어: Kam, 동어: Gaeml [kɐ́m])은 중국과 베트남의 소수민족의 하나이다.
인구는 약 250만명 정도로 구이저우성, 광시 좡족 자치구, 후난성의 비교적 환경이 좋은 산간 지역에서 하구평야 지역에 걸쳐 거주하고 있으며, 특히 구이저우 성에는 동족 전체 인구의 절반인 140만 정도의 동족이 살고 있으며, 최근  관광지로도 주목받고 있다.

## 언어
이들이 사용하는 동어는 따이까다이어족에 속하며 수이족의 수이어와 비교적 가까운 관계에 있다.

## 경제
주요한 산업은 논농사를 중심으로 잡곡이나 옥수수를 경작하는 농업과 임업이지만, 동유나 다유를 생산하거나, 생약 등도 재배한다. 동족의 독자적인 건축, 민족음악, 민족의상은 해외에서도 높게 평가받고, 관광용 선물로 자수 등의 민예품을 제작, 판매하거나 젊은 세대의 동족 중에서는 민족음악의 연주 등으로 생계를 유지하는 사람들도 적지 않다.

## 같이 보기
- 중국의 민족
- 베트남의 민족
- 방괴동자